# Jungermannia ariadne
Jungermannia ariadne là một loài Rêu trong họ Jungermanniaceae. Loài này được Taylor ex Lehm. mô tả khoa học đầu tiên năm 1844.